# Seznam českých osobností 20. století, D–G

## D
- Oldřich Daněk (16. 1. 1927 Ostrava – 3. 9. 2000 Praha) – dramatik, prozaik, režisér, herec
- Slavomil Ctibor Daněk (5. 10. 1885 Uherské Hradiště – 23. 2. 1946 Libštát) – evangelický duchovní, teolog, biblista, vysokoškolský pedagog
- Václav Dašek (18. 2. 1887 Slavětín, okres Náchod – 12. 8. 1970 Praha) – architekt
- Josef David (politik) (17. 2. 1884 Kylešovice u Opavy – 21. 4. 1968 Praha) – československý politik
- Václav David (23. 10. 1910 Studená – 5. 1. 1996) – československý komunistický politik
- Felix Maria Davídek (12. 1. 1924 Chrlice u Brna – 16. srpna 1988 Brno) – biskup moravské podzemní církve za doby komunismu
- Hugo Demartini (* 11. 7. 1931 Praha) – sochař
- Jakub Deml (20. 8. 1878 Tasov – 10. 2. 1961 Třebíč) – básník, prozaik
- Rudolf Deyl mladší (6. 7. 1912 Praha – 21. 11. 1967 Praha) – divadelní a filmový herec
- Rudolf Deyl starší (6. 4. 1876 Praha – 16. 4. 1972 Praha) – herec, režisér, divadelní pedagog
- Pavel Dias (* 9. 12. 1938 Brno) – fotograf
- Jiří Dienstbier mladší (* 27. 5. 1969 Washington, D.C.) – advokát, politik
- Jiří Dienstbier starší (20. 4. 1937 Kladno – 8. 1. 2011 Praha) – novinář, československý politik
- Jaroslav Dietl (22. 5. 1929 Záhřeb, Chorvatsko – 29. 6. 1985 Praha) – divadelní autor, filmový scenárista, televizní scenárista
- Miloslav Disman (27. 4. 1904 Bělá pod Bezdězem – 29. 4. 1981 Praha) – divadelní režisér, rozhlasový režisér, dramaturg, dramatik, pedagog
- Jana Dítětová (7. 10. 1926 Plzeň – 9. 11. 1993 Praha) – herečka
- Karel Dittler (27. 9. 1910 Kyjov – 14. 12. 1984 Frýdek-Místek) – divadelní ředitel, dramatik, překladatel, ředitel ostravského studia Československé televize
- Alén Diviš (26. 4. 1900 Blato – 15. 11. 1956 Praha) – malíř
- Ivan Diviš (18. 4. 1924 Praha – 7. 4. 1999 Praha) – básník, esejista
- Jiří Diviš (4. 5. 1886 Přelouč – 2. 7. 1959 Praha) – chirurg, světově významný zakladatel české školy hrudní chirurgie
- Vladimír Dlouhý (* 31. 7. 1953 Praha) – ekonom, politik
- František Mrázek Dobiáš (2. 3. 1907 Třebíč – 2. 10. 1972 Bad Laasphe, SRN) – evangelický duchovní, teolog, historik, biblista, vysokoškolský pedagog
- Václav Dobiáš (22. 9. 1909 Radčice – 18. 5. 1978 Praha) – hudební skladatel, pedagog, komunistický funkcionář
- Zdeněk Bořek Dohalský (10. 5. 1900 Přívozec – 7. 2. 1945 Terezín) – novinář, účastník protinacistického odboje
- Jiří Dohnal (12. 8. 1905 Holoubkov – 9. 9. 1984 Praha) – herec, režisér
- Jaromír Dolanský (25. 2. 1895 Praha – 16. 7. 1973 tamtéž) – československý komunistický politik
- Bohumil Doležal (* 17. 1. 1940 Praha) – literární kritik, publicista, politolog
- Karel Domin (4. 5. 1882 Kutná Hora – 10. 6. 1953 Praha) – botanik, československý politik
- Karel Dostal (14. 3. 1884 Nymburk – 1. 3. 1966 Praha) – herec, divadelní režisér
- Leopolda Dostalová (23. 1. 1879 Praha – 17. 6. 1972 tamtéž) – herečka
- Jaroslav Doubrava (25. 4. 1909 Chrudim – 2. 10. 1960 Praha) – skladatel, učitel, rozhlasový pracovník
- Josef Drahoňovský (27. 3. 1877 Volavec u Turnova – 30. 7. 1938 Praha) – sochař, medailér, glyptik skla
- Václav Draxl (16. 1. 1874 Pozorka (Zuckmantel) u Teplic – 3. 11. 1939 Praha) – havíř, politik, redaktor
- Jan Drda (4. 4. 1915 Příbram – 28. 11. 1970 Dobříš) – prozaik, dramatik
- Radim Drejsl (29. 4. 1923 Dobruška – 20. 4. 1953 Praha) – skladatel, organizační pracovník
- Jaroslav Drobný (12. 10. 1921 Praha – 13. 9. 2001 Londýn) – tenista a hokejista
- Marta Drottnerová (* 26. 8. 1941 Zlín) – tanečnice
- František Drtikol (3. 3. 1883 Příbram – 13. 1. 1961 Praha) – fotograf, malíř, grafik
- František Drtina (3. 10. 1861 Hněvšín u Dobříše – 14. 1925 Praha) – filozof, politik, univerzitní profesor
- Prokop Drtina (13. 4. 1900 Praha – 16. 10. 1980 Praha) – politik
- Alois Dryák (24. 2. 1872 Olšany u Kladna – 6. 6. 1932 Praha) – architekt
- Alexander Dubček (27. 11. 1921 Uhrovec – 7. 11. 1992 Praha) – československý komunistický politik, hlavní osobnost pražského jara 1968
- Jaroslav Dudek (17. 1. 1932 Turnov – 31. 8. 2000 Praha) – divadelní režisér, televizní režisér
- Ivo Ducháček (27. 2. 1913 Prostějov, 1. 3. 1988 Kent, USA) – novinář, československý politik
- Božena Durasová (9. 3. 1886 Humny u Kladna – 14. 12. 1961 Praha) – herečka, operetní zpěvačka
- Július Ďuriš (9. 3. 1904 Rovňany – 18. 2. 1986 Praha) – československý komunistický politik
- Jaroslav Durych (2. 12. 1886 Hradec Králové – 7. 4. 1962 Praha) – prozaik, básník, dramatik, publicista, teolog
- R. A. Dvorský (24. 3. 1899 Dvůr Králové nad Labem – 2. 8. 1966 Praha) – hudebník, nakladatel; vlastním jménem Antonín Rudolf, umělecký pseudonym R. Dvorský podle rodného města Dvůr Kr.n.L.
- Antonín Dvořák (* 12. 9. 1920 Praha – 29. května 1997 Praha) – divadelní režisér, pedagog, stranický aktivista
- Jan Dvořák (* 14. 8. 1925 Úsobí, okres Havlíčkův Brod) – výtvarník, loutkoherec, režisér, pedagog
- Karel Dvořák (1. 1. 1893 Praha – 28. 2. 1950 Praha) – sochař
- Vladimír Dvořák (14. 5. 1925 Písek – 28. 12. 1999 Praha) – dramatik, textař, konferenciér, dramaturg, režisér, herec
- Ludmila Dvořáková (11. 7. 1923 Kolín - 30. 7. 2015 Praha) – pěvkyně sopranistka
- Viktor Dyk (31. 12. 1877 Pšovka u Mělníka – 14. 5. 1931 Lopud v Jugoslávii) – básník, dramatik, prozaik, publicista, účastník protirakouského odboje
- Karel Dyrynk (25. 3. 1876 Praha – 2. 7. 1949 Praha) – knihtiskař, typograf

## E
- Petr Eben (22. 1. 1929 Žamberk – 24. 10. 2007 Praha) – skladatel, klavírista, varhaník, pedagog, improvizátor
- Anežka Ebertová (16. 5. 1923 Opočno – 27. 1. 2009 Praha) – teoložka, duchovní Církve československé husitské, vysokoškolská pedagožka
- Otto Eckert(4. 10. 1910 Kralovice u Plzně – 1. 1. 1995 Praha) – sochař, keramik
- Vratislav Effenberger (22. 4. 1923 Nymburk – 10. 8. 1986 Praha) – teoretik umění, básník, výtvarný kritik
- Josef Ehm (1. 4. 1909 Habartov u Sokolova – 11. 11. 1988 Praha) – fotograf, pedagog
- Jan Eisner (26. 4. 1885 Dolní Bradlo, okres Chrudim – 2. 5. 1967 Praha) – historik, archeolog
- Pavel Eisner (16. 1. 1889 Praha – 8. 7. 1958 Praha) – českoněmecký překladatel, literární kritik, esejista
- Alois Eliáš (29. 9. 1890 Praha – 19. 6. 1942 Praha) – československý generál, účastník protirakouského odboje, účastník protinacistického odboje, předseda protektorátní vlády; kategorie:politici
- Antonín Engel (4. 5. 1879 Poděbrady – 12. 10. 1958 Praha) – architekt, urbanista
- Karel Engliš (17. 8. 1880 Hrabyně u Opavy – 13. 6. 1961 Hrabyně u Opavy) – národohospodář, československý politik
- Evžen Erban (18. 6. 1912 Vsetín – 26. 7. 1994 Praha) – sociálnědemokratický politik, komunistický politik

## F
- Vlasta Fabianová (29. 6. 1912 Lvov, okres Sokolov – 26. 6. 1991 Praha) – herečka, pedagožka
- František Fajtl (* 20. 8. 1912 Donín u Loun – 4. 10. 2006 Praha) – československý letec, účastník protinacistického odboje
- Josef Fanta (7. 12. 1856 Sudoměřice – 20. 6. 1954 Praha) – architekt, malíř, spisovatel
- Libor Fára (12. 9. 1925 Praha – 3. 3. 1988 Praha) – malíř, grafik, scénograf, kostýmní výtvarník
- Karel Farský (26. 7. 1880 Škodějov u Semil – 12. 6. 1927 Praha) – teolog, duchovní, biskup a patriarcha Církve československé husitské
- Ladislav Feierabend (14. 6. 1891 Kostelec nad Orlicí – 15. 8. 1969 Korutany) – právník, agrární politik, národohospodář
- Jindřich Feld (* 19. 2. 1925 Praha) – skladatel, pedagog, organizační pracovník
- Věra Ferbasová (21. 9. 1913 Sukorady – 4. 8. 1976 Praha) – herečka
- Mikuláš Ferjenčík (5. 12. 1904 Polomka, okres Brezno nad Hronom – 4. 3. 1988 Littleton v Coloradu, USA) – československý generál, politik, účastník protinacistického odboje
- Bedřich Feuerstein (15. 1. 1892 Dobrovice – 10. 5. 1936 Praha) – architekt, malíř, scénický výtvarník
- Ladislav Fialka (22. 9. 1931 Praha – 22. 2. 1991 Praha) – mim, choreograf, pedagog
- Květa Fialová (1. 9. 1929 Velké Dravce, Slovensko – 26. 9. 2017) – herečka
- Vlasta Fialová (20. 1. 1928 Brno – 13. 1. 1998 Brno) – herečka
- Zdeněk Fierlinger (11. 7. 1891 Olomouc – 2. 5. 1976 Praha) – sociálnědemokratický politik, komunistický politik
- Olga Fierzová (26. 7. 1900 Baden, Švýcarsko – 17. 6. 1990 Affoltern am Albis, Švýcarsko) – humanitární pracovnice švýcarského původu
- Ladislav Fikar (29. 6. 1920 Samotín u Havlíčkova Brodu – 12. 7. 1975 Praha) – lyrik, překladatel, divadelní kritik
- Eduard Fiker (21. 11. 1902 Praha – 3. 3. 1961 Praha) – spisovatel, překladatel, scenárista
- František Filip (* 26. 12. 1930 Písek) – filmový režisér
- Jan Filip (25. 12. 1900 Chocnějovice u Mnichova Hradiště – 30. 4. 1981 Praha) – archeolog, historik
- Jan Filip (1911–1971) – český římskokatolický kněz, spisovatel a esperantista
- Ota Filip (* 9. 3. 1930 Ostrava) – českoněmecký prozaik, publicista
- František Filipovský (23. 9. 1907 Přelouč – 26. 10. 1993 Praha) – herec, režisér
- Emil Filla (4. 4. 1882 Chropyně – 7. 10. 1953 Praha) – malíř, grafik, sochař
- Rudolf Firkušný (11. 2. 1912 Napajedla – 19. 7. 1994 Staatsbourg, New York, USA) – klavírista
- Julius Firt (17. 11. 1897 Sestrouň – 27. 5. 1979 Mnichov v SRN) – kulturní pracovník, politik
- Jan Frank Fischer (* 15. 8. 1921 Louny) – skladatel, překladatel, publicista
- Josef Ludvík Fischer (6. 11. 1894 Praha – 17. 2. 1973 Olomouc) – filosof, sociolog
- Otokar Fischer (20. 5. 1883 Kolín nad Labem – 12. 3. 1938 Praha) – překladatel, literární vědec, básník, dramatik
- Daniela Fischerová (* 13. 2. 1948 Praha) – dramatička, prozaička
- Viktor Fischl (* 30. 6. 1912 Hradec Králové) – spisovatel, publicista, překladatel žijící v Izraeli
- Luboš Fišer (30. 9. 1935 Praha – 22. 6. 1999 Praha) – skladatel
- Miroslav Florian (10. 5. 1931 Kutná Hora – 10. 5. 1996 Praha) – básník
- Oldřich Flosman (* 5. 4. 1925 Plzeň) – skladatel, organizační pracovník
- Josef Bohuslav Foerster (30. 12. 1859 Praha – 29. 5. 1951 Vestec u Staré Boleslavi) – skladatel, spisovatel, kritik, pedagog, malíř
- Jaroslav Foglar (6. 7. 1907 Praha – 23. 1. 1999 Praha) – spisovatel próz pro mládež, představitel Junáka
- Jan Fojtík (* 1. 3. 1928 Milotice n. Bečvou) – komunistický publicista, politik
- Miloš Forman (* 18. 12. 1932 Čáslav) – americký filmový režisér
- Jaroslav Fragner (25. 12. 1898 Praha – 3. 1. 1967 Praha) – architekt, návrhář nábytku, malíř
- Karel Fragner (2. 2. 1861 Praha – 25. 4. 1926 Praha) – lékárník, chemik
- Karl Hermann Frank (24. 1. 1898 Karlovy Vary – 22. 5. 1946 Praha) – českoněmecký nacistický politik, státní tajemník úřadu říšského protektora
- Emil Franke (3. 4. 1880 Veľké Brezno – 1. 12. 1939 Praha) – československý národněsocialistický politik
- Jiří Frejka (6. 4. 1904 Outěchovice u Pelhřimova – 27. 10. 1952 Praha) – divadelní režisér, ředitel, pedagog
- Richard Fremund (9. 4. 1928 Praha – 21. 5. 1969 Praha) – malíř, grafik, scénický výtvarník
- Martin Frič (29. 3. 1902 Praha – 26. 8. 1968 Praha) – filmový režisér, scenárista, herec, pedagog
- Rudolf Friml (2. 12. 1879 Praha – 12. 11. 1972 Hollywood, USA) – americký skladatel, pianista původem z Čech
- Gustav Frištenský (18. 5. 1879 Křečhoř u Kolína – 6. 4. 1957 Litovel) – zápasník
- Bedřich Fučík (4. 1. 1900 Čáslavice u Třebíče – 2. 7. 1984 Praha) – literární kritik, historik, editor, překladatel
- Julius Fučík (18. 7. 1872 Praha – 25. 9. 1916 Berlín) – skladatel, vojenský kapelník
- Julius Fučík (23. 2. 1903 Praha – 8. 9. 1943 Berlín–Plötzensee) – komunistický novinář, literární, divadelní kritik,
- Bohuslav Fuchs (24. 3. 1895 Všechovice – 18. 9. 1972 Brno) – architekt, urbanista, teoretik architektury
- Ladislav Fuks (24. 9. 1923 Praha – 19. 8. 1994 Praha) – prozaik
- Jaromír Funke (1. 8. 1896 Skuteč – 22. 3. 1945 Praha) – fotograf, teoretik, publicista
- Ferenc Futurista (7. 12. 1891 Praha – 19. 6. 1947 Praha) – herec

## G
- Nelly Gaierová (3. 10. 1908 Hradec Králové – 31. 10. 1995 Praha) – herečka, operetní zpěvačka
- Radola Gajda (14. 2. 1892 Kotor v Dalmácii – 15. 4. 1948 Praha) – československý generál, fašistický politik
- Kurt Gebauer (* 18. 8. 1941 Hradec nad Moravicí) – sochař
- Arnošt Gellner (9. 12. 1925 Paříž – 5. 11. 1995 Praha) – britsko-český, filosof, sociolog, sociální antropolog
- Václav Girsa (28. 11. 1875 Šepetovka na Ukrajině – 23. 6. 1954 Praha) – lékař, československý diplomat, účastník protirakouského odboje, účastník protinacistického odboje
- Marie Glázrová (11. 7. 1911 Horní Suchá u Karviné – 19. 2. 2000 Praha) – herečka
- Josef Gočár (13. 3. 1880 Semín u Přelouče – 10. 9. 1945 Jičín) – architekt
- Eduard Goldstüker (30. 5. 1913 Podbiel u Dolného Kubína – 30. 10. 2000 Praha) – literární historik, kritik, komparatista
- Ján Golian (26. 1. 1906 Dombóvár, Maďarsko – duben 1945 Flossenbürg, Německo) – československý důstojník, generál
- Nataša Gollová (27. 2. 1912 Brno – 29. 10. 1988 Brno) – herečka
- Gorazd (26. 5. 1879 Hrubá Vrbka u Hodonína – 4. 9. 1942 Praha) – pravoslavný duchovní, vlastním jménem Matěj Pavlík
- Karel Gott (* 14. 7. 1939 Plzeň-1.10.2019) – zpěvák
- Klement Gottwald (23. 11. 1896 Dědice – 14. 3. 1953 Praha) – komunistický politik, československý prezident
- Jan Graubner (* 29. 8. 1948 Brno) – římskokatolický duchovní, arcibiskup olomoucký
- František Graus (14. 12. 1921 Brno – 1. 5. 1989 Basilej) – historik
- Jan Grossman (22. 5. 1925 Praha – 10. 2. 1993 Praha) – divadelní režisér, divadelní, literární teoretik, literární kritik
- Jiří Grossmann (20. 7. 1941 Praha – 5. 12. 1971 Praha) – herec, zpěvák, textař, instrumentalista
- Jiří Gruša (* 10. 11. 1938 Pardubice – 28. října 2011 Bad Oeynhausen, Německo) – básník, prozaik, diplomat, ministr školství
- Jiří Grygar (* 17. 3. 1936 Dziewiętlice, Polsko) – astrofyzik, popularizátor astronomie
- Milan Grygar (* 24. 10. 1926 Zvolen) – malíř, grafik, tvůrce zvukových realizací
- Otto Gutfreund (3. 8. 1889 Dvůr Králové – 2. 6. 1927 Praha) – sochař
- Jiří Stanislav Guth-Jarkovský (23. 1. 1861 Heřmanův Městec – 8. 1. 1943 Náchod) – činitel v olympijském hnutí
- Josef Guttmann (23. 5. 1902 Tábor – 1958 USA) – novinář, publicista, československý levicový politik

## Prameny
Jako pomůcka sloužila encyklopedie KDO JE KDO
a encyklopedie Diderot 2002